# Список страховых компаний Азербайджана
Регулирование и надзор за рынком страхования осуществляется Центральным Банком АР. Центральный Банк ведёт реестр профессиональных участников страхового рынка. 

Страховая деятельность подлежит обязательному лицензированию.

Действует Ассоциация страховщиков Азербайджана.

На 1 января 2022 года в Азербайджане действует 20 страховых организаций и 1 перестраховочная организация.

## Действующие
На 1 января 2022 года в Азербайджане действуют следующие страховые компании:
| № п/п | Наименование                                       | Страховые премии (тыс. манат.) (01.01.2022) | Дата выдачи лицензии | Срок действия лицензии |
| ----- | -------------------------------------------------- | ------------------------------------------- | -------------------- | ---------------------- |
| 1     | ОАО «Paşa Həyat Sığorta»                           | 313 006                                     | 11.12.2015           | бессрочно              |
| 2     | ОАО «Paşa Sığorta»                                 | 179 229                                     | 01.07.2011           | бессрочно              |
| 3     | Государственная страховая коммерческая компания АР | 54 040                                      | 14.10.2009           | бессрочно              |
| 4     | ОАО СК «Atəşgah Həyat»                             | 44 060                                      | 12.02.2009           | бессрочно              |
| 5     | ОАО «Qala Sığorta»                                 | 43 849                                      | 16.12.2015           | бессрочно              |
| 6     | ОАО «Xalq Sığorta»                                 | 35 546                                      | 29.04.2010           | бессрочно              |
| 7     | ОАО СК «Atəşgah»                                   | 25 113                                      | 07.03.2012           | бессрочно              |
| 8     | ОАО «Meqa Sığorta»                                 | 24 727                                      | 14.03.2012           | бессрочно              |
| 9     | ОАО СК «Qala Həyat»                                | 19 232                                      | 29.07.2013           | бессрочно              |
| 10    | ОАО СК «A-Qroup»                                   | 19 017                                      | 30.07.2010           | бессрочно              |
| 11    | ОАО «İpək Yolu Sığorta»                            | 15 644                                      | 06.07.2011           | бессрочно              |
| 12    | ОАО «Azərbaycan Sənaye Sığorta»                    | 12 024                                      | 02.04.2012           | бессрочно              |
| 13    | ОАО «AtaSığorta»                                   | 11 942                                      | 10.11.2009           | бессрочно              |
| 14    | ОАО «AzSığorta»                                    | 11 327                                      | 16.11.2011           | бессрочно              |
| 15    | ОАО «Aqrar Sığorta»                                | 11 257                                      | 06.10.2020           | 5 лет                  |
| 16    | ОАО «Günay Sığorta»                                | 9 776                                       | 14.08.2008           | бессрочно              |
| 17    | ОАО СК «Xalq Həyat»                                | 6 295                                       | 15.03.2019           | 5 лет                  |
| 18    | ОАО «Naxçıvansığorta»                              | 2 509                                       | 12.05.2017           | 5 лет                  |
| 19    | ОАО «Meqa Həyat Sığorta»                           | 515                                         | 19.02.2021           | 5 лет                  |

По результатам 2021 года общее количество страховых взносов в республике составляло 843 млн 897 тыс. манат, количество страховых выплат — 458 млн 726 тыс. манат.
Перестраховочная организация — ОАО «AzRe», дата выдачи лицензии — 07.11.2012, срок действия — бессрочная.

## Ликвидированные
| № п/п | Наименование       | Страховые премии (тыс. манат.) (01.01.2022) | Дата выдачи лицензии | Дата ликвидации       |
| ----- | ------------------ | ------------------------------------------- | -------------------- | --------------------- |
| 1     | ОАО «Bakı Sığorta» | 4 789                                       | 04.09.2009           | В процессе ликвидации |